# Cleome macrophylla
Cleome macrophylla là một loài thực vật có hoa trong họ Màng màng. Loài này được (Klotzsch) Briq. mô tả khoa học đầu tiên năm 1914.